# Маглай
Маглай (босн. и хорв. Maglaj, серб. Маглај) — город в северной части Боснии и Герцеговины, в Зеницко-Добойском кантоне Федерации Боснии и Герцеговины, административный центр одноименной общины. Через город протекает река Босна.

## История
18 сентября 1408 года венгерский король Сигизмунд I Люксембург написал в своей знаменитой хартии «Sub castro nostro Maglay» (Под нашей крепостью Маглай). Посол Венгрии в Боснии и Герцеговине Имре Варга передал начальнику Мехмеду Мустабашичу аутентичные копии двух средневековых венгерских грамот, выданных 18 и 21 сентября, в которых впервые упоминается название города Маглай и которые свидетельствуют, что Сигизмунд Люксембург проживал в Маглае в 1408 году. Оригиналы этих документов хранятся в архивах Братиславы, а аутентичные копии в Национальном архиве Венгрии.
Однако на город Маглай также косвенно ссылается несколько раннее письменное упоминание в грамоте Степана Остоя Дубровчанина от 31 января 1399 года. «Va slavnoj vojsci va lišnici», где предполагается, что он и его войско остановилось в Лиешнице, что вблизи Маглая.
В историческом смысле особенно важна территория Старого города, где до сих пор сохранилась твердыня и три мечети.
В 1929-1941 годах Маглай принадлежал Врбасской бановины Королевства Югославия, а с 1941 до 1945 года входил в состав великой жупы Усора-Соли Независимого Государства Хорватии.
В ходе Боснийской войны Маглай был промышленным центром, где работал целлюлозно-бумажный комбинат «Натрон», но во время войны его производственные мощности претерпели сильные военные разрушения. В 2005 году «Натрон» был приватизирован и теперь он называется «Натрон-Хаят». Его роль в экономическом развитии муниципалитета Маглай определяющая.
В ходе Боснийской войны, в 1993-1994 годах город пережил длительную осаду силами боснийских сербов. Тогда эта местность стала ареной тяжелых боев, а населения приходилось обеспечивать сбросом гуманитарной помощи с воздуха. Маглай до сих пор страдает от опустошений, причиненных ему в течение войны 1992-1995 годов.
Город также пострадал во время наводнения 16 мая 2014 года. Хотя наводнения случаются здесь чуть ли не каждый год, эта была столь значительной, что немало жителей потеряли свои жилища и имущество.